# Cal Jordi (Cervelló)
Cal Jordi o Cal Ponsà és una obra de Cervelló (Baix Llobregat) protegida com a bé cultural d'interès local.

## Descripció
Masia situada al carrer Major, centre de la vila. La finca està delimitada amb un mur de contenció de pedra carejada vermella on s'obren unes escales que condueixen cap a la porta d'accés de la casa. Cal Jordi és de planta rectangular i té una distribució de planta baixa i un pis. Les obertures es disposen seguint una composició de tres eixos vertical: a la planta baixa hi ha una porta d'accés, una finestra graellada i una porta secundària; al primer pis hi ha tres finestres. Totes són d'arc a nivell però la porta principal és d'arc mixtilini. El parament està arrebossat i pintat però deixa visible l'obra dels replanells de les finestres. La coberta és a dues vessants amb el carener descentrat respecte la façana principal.